# Matt Carroll (producteur)
Pour les articles homonymes, voir Matt Carroll et Carroll.
Matt Carroll est un producteur de télévision australien, né le 6 juin 1944  à Sydney (Australie).

## Filmographie
- 1972 : Shirley Thompson Versus the Aliens
- 1975 : Sunday Too Far Away
- 1976 : The Fourth Wish
- 1976 : Storm Boy
- 1978 : The Sound of Love (TV)
- 1978 : Weekend of Shadows
- 1978 : L'Attaque du fourgon blindé (Money Movers)
- 1978 : Blue Fin
- 1979 : Le Plombier (The Plumber) (TV)
- 1979 : Harvest of Hate (TV)
- 1980 : Héros ou Salopards ('Breaker' Morant)
- 1980 : The Club
- 1982 : Freedom
- 1985 : Archer (TV)
- 1986 : Army Wives (TV)
- 1986 : The Challenge (en) (feuilleton TV)
- 1986 : The Blue Lightning (TV)
- 1986 : My Brother Tom (en) (feuilleton TV)
- 1987 : Jack Simpson: A Willesee Documentary (TV)
- 1987 : The Perfectionist
- 1988 : The Fistot Kangaroos
- 1988 : True Believers (feuilleton TV)
- 1988 : The Fremantle Conspiracy (TV)
- 1988 : Dernier Voyage en Malaisie (Dadah Is Death) (TV)
- 1990 : The Paper Man (feuilleton TV)
- 1992 : Turtle Beach
- 1992 : Frankie's House (TV)
- 1997 : Diana & Me
- 1999 : Passion
- 2002 : Opération Wolverine: À la seconde près (Seconds to Spare) (TV)
- 2003 : Bons baisers d'Australie (The Postcard Bandit) (TV)
- 2006 : Le Regard du diable (See No Evil)
- 2006 : The Marine